# Радиотелецентр РТРС в Республике Бурятия
Радиотелевизионный передающий центр Республики Бурятия (филиал РТРС «РТПЦ Республики Бурятия») — подразделение Российской телевизионной и радиовещательной сети (РТРС), основной оператор цифрового эфирного и аналогового эфирного теле- и радиовещания Республики Бурятия.

## История
История телевизионной и радиосвязи в Республике Бурятия берёт своё начало в 1920-х годах. 25 марта 1927 года в Верхнеудинске началось радиовещание через громкоговорители, которые были установлены на ул. Ленина и в столовой ЦРК. В 1931 году в городе Верхнеудинске была смонтирована и введена в эксплуатацию радиовещательная станция РВ-63 на длинных волнах мощностью около 1 кВт. Первые 700 слушателей услышали голос местного диктора: «Говорит Верхнеудинск!».
В 1933 году была введена в эксплуатацию новая станция типа ВЭСО-1. Приказом Уполномоченного Восточно-Сибирского Управления связи по Бурят-Монгольской Республике от 1 июля 1933 года организован Бурят-Монгольский радиокомитет.
В 1938 году в соответствии с государственным планом введено в строй новое предприятие связи — объект № 433.
В 1956 году Министерство связи СССР удовлетворило ходатайство руководства радиостанции и Управление связи Республики Бурятия выделить для республики коротковолновый передатчик и организовать вещание на коротких волнах. Это значительно улучшило приём республиканского радиовещания на всей территории Бурятии.
В июне 1961 года введён в строй Улан-Удэнский программный телевизионный центр, который строился в течение нескольких лет, что позволило усилить технические мощности телевизионного комплекса.
С 1962 года в течение 12 лет в районах республики были смонтированы и введены в эксплуатацию 30 телевизионных ретрансляторов. За счет этого зона охвата населения телевизионным вещанием существенно расширилась.
В 1964 году радиоцентр и телецентр были объединены в одно предприятие — Республиканский радиотелевизионный передающий центр.
В 1967 году введена в строй спутниковая система «Орбита» в Улан-Удэ. Позднее в республике появились спутниковые системы «Орбита» в Северобайкальске и в Баргузине.
Для доставки телепрограмм до телезрителей в республике были установлены четыре мощных и около 5000 спутниковых станций «Экран» и «Москва», построены 200 км радиорелейной линии раздачи программ. Первая программа Центрального телевидения стала доступна 99,8 % населения республики, Вторая — 96,8 %, местная программа — 69,5 %.
В девяностые годы активно развивалось региональное телевизионное вещание.
С 1994 года Радиотелевизионный передающий центр Республики Бурятия, при поддержке Правительства Республики Бурятия, создал сеть регионального телевидения.
В 1994 году Республиканский радиотелевизионный передающий центр был реорганизован в государственное предприятие связи «Радиотелевизионный передающий центр», а спустя четыре года предприятие было реорганизовано в филиал «Всероссийской государственной телерадиокомпании».
К началу 2000-х годов смотреть республиканское телевидение имели возможность более 30 % жителей Бурятии.
В 2001 году республиканский радиотелецентр стал филиалом РТРС.
28 декабря 2016 года филиал РТРС «РТПЦ Республики Бурятия» завершил строительство сети вещания пакета цифровых телеканалов РТРС-1 (первый мультиплекс) в Республике Бурятия. Первый мультиплекс могут принимать 96,54 % жителей республики.
11 декабря 2017 года филиал РТРС «РТПЦ Республики Бурятия» и ГТРК «Бурятия» начали трансляцию региональных программ в составе пакета цифровых телеканалах РТРС-1 (первый мультиплекс) в Республике Бурятия.
Новостные и тематические передачи доступны жителям на каналах «Россия 1», «Россия 24» и «Радио России».
Местные программы могут принимать почти 96,5 % жителей Республики Бурятия.

## Организация вещания
РТРС транслирует в Республике Бурятия:
- 20 телеканалов и 3 радиоканала в цифровом формате;
- 13 телеканалов и 12 радиоканалов в аналоговом формате.

Инфраструктура эфирного телерадиовещания филиала РТРС в Республике Бурятия включает:
- республиканский радиотелецентр;
- 14 производственных подразделений;
- центр формирования мультиплексов;
- 358 передающих станций;
- 181 АМС;
- 574 приемные земные спутниковые станции;
- 1 радиорелейная станция;
- 4 км радиорелейных линий связи.[7]

## Награды
По итогам корпоративного конкурса 2016 года филиал РТРС «РТПЦ Республики Бурятия» признан лучшим в группе филиалов с численностью сотрудников от 110 до 300 человек.